# Municipio de Papalotla (Estado de México)
El municipio de Papalotla es uno de los 125 municipios del Estado de México, México, y a su vez, es cabecera municipal, se trata de una comunidad mayormente urbana que tiene una superficie de 3.181 km² (únicamente 3 kilómetros). Limita al norte con Chiautla y Tepetlaoxtoc, al sur con el municipio de Texcoco, al este con el municipio de Tepetlaoxtoc y Texcoco y al oeste con Texcoco y Chiautla. Según el censo del 2020 tiene una población total de 4,862 habitantes. Es el municipio más pequeño y con menor extensión territorial del Estado de México. Su nombre significa "donde abundan las mariposas"; de papalotl; mariposa y tla; abundancia.
Fue declarado Pueblo con Encanto por el Gobierno del Estado de México, en el mes de agosto de 2011.

## Toponimia
Papalotla: Proviene de la lengua náhuatl; es un topónimo aglutinado que se compone de dos palabras:
- Papalotl = mariposa
- tlah = partícula de abundante

Papalotlah, (Lugar donde abundan las mariposas). El glifo del municipio está representado por dos mariposas.

## Demografía

### Localidades
El municipio de Papalotla incluye un total de 2 localidades; las principales y su población correspondiente de acuerdo al censo de 2010 son las siguientes:
| Presidente municipal        | Periodo   |
| --------------------------- | --------- |
| José Gil Islas Aguirre      | 2000-2003 |
| Laura Díaz López            | 2003-2006 |
| Julio Mendoza Carpinteyro   | 2006-2009 |
| Luis Enrique Islas Rincón   | 2009-2012 |
| Isaac Mendarozqueta Buenfil | 2013-2015 |
| Enrique Godinez López       | 2016-2018 |
| Rodrígo Ruíz Martínez       | 2019-2021 |
| Rodrígo Ruíz Martínez       | 2022-2024 |
| Rodrígo Ledesma Islas       | 2025-2027 |

| Localidad       | Población (2010) |
| --------------- | ---------------- |
| Papalotla       | 4 076            |
| Mazatla         | 71               |
| Total municipio | 4 147            |